# Henri Belle
Pour les articles homonymes, voir Belle.
Henri Belle, né le 2 août 1837 à Passy (aujourd'hui intégrée dans le 16e arrondissement de Paris) et mort en 1908 à Morlaàs, est un diplomate et voyageur français.

## Biographie
Consul de France à Florence, il effectue trois voyages en Grèce dès 1861, devient diplomate à Athènes (1868) et y revient en 1874. En 1876, il est nommé secrétaire d'ambassade à Bogotá. 
Henri Belle est aussi connu pour avoir traduit en français les œuvres d'Edmondo de Amicis. Il publie dans la revue Le Tour du monde son Voyage en Grèce (1876), récit que Jules Verne, qui le cite dès le premier chapitre, utilise pour la rédaction de son roman L'Archipel en feu.

## Publications
- 1861 : Voyage en Grèce
- 1880 : Les Petites villes et le Grant Art en Toscane (Tour du monde)
- 1881 : Trois années en Grèce